# Genki Miyachi
Genki Miyachi (宮地 元貴 Miyachi Genki?), född 17 april 1994 i Shizuoka prefektur, är en japansk fotbollsspelare.
Miyachi började sin karriär 2017 i Nagoya Grampus. Efter Nagoya Grampus spelade han för Matsumoto Yamaga FC och Azul Claro Numazu.